# Mycosphaerella convallariae
Mycosphaerella convallariae är en svampart som beskrevs av W.E. McKeen & R.C. Zimmer 1964. Mycosphaerella convallariae ingår i släktet Mycosphaerella och familjen Mycosphaerellaceae.   Inga underarter finns listade i Catalogue of Life.